# Чіп малий
Чіп малий (Zingel streber) — вид риб родини окуневих (Percidae). Поширений переважно в річках басейнів Дністра і Дунаю. Раритетний вид риб, занесений до Червоної книги України та інших природоохоронних документів.

## Опис

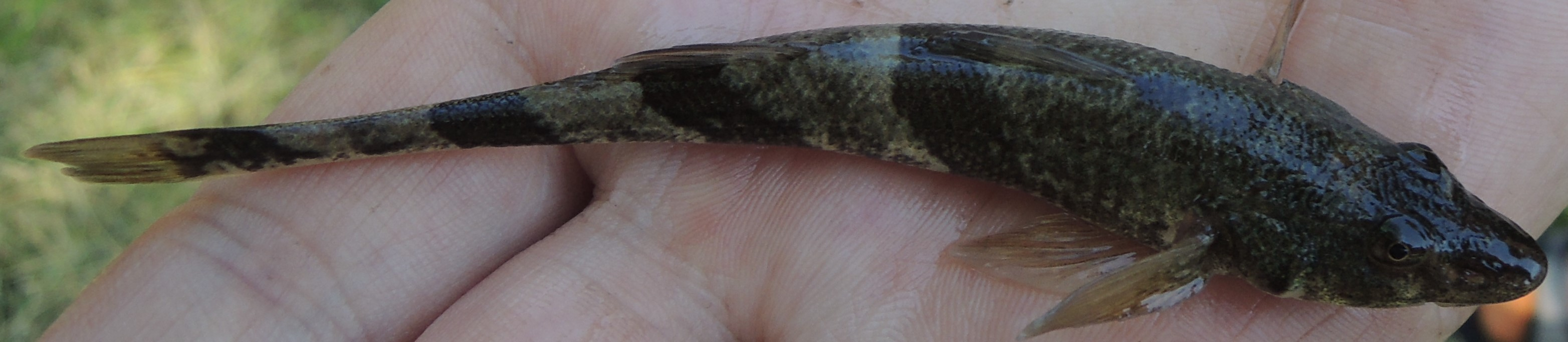
Zingel streber

Дрібна риба, завдовжки до 20 см (зазвичай до 15 см), вага до 200 г.

## Поширення
Ареал охоплює басейн Дунаю (притоки Тиси та Прута, пониззя Дунаю), басейн Дністра. Ендемік цих річок. Зустрічається на глибоких ділянках річок зі швидкою течією та піщаним, глинистим або кам'янистим ґрунтом.

## Спосіб життя
Реофільна риба. Найактивніша в сутінках та вночі. Статевої зрілості досягає на 2—3 році життя. Нерест у квітні — травні. Плодючість — до 10 тисяч ікринок. Ікру відкладає на дно. Ікра дрібна, приклеюється до субстрату. Живиться здебільшого вночі, кормом є личинки комах, черви, рачки, молюски, ікра та личинки риб.

## Охорона
На більшій частині ареалу стан природних популяцій виду наразі залишається більш-менш стабільним, за що він, згідно з Червоним списком МСОП, отримав охоронний статус «відносно благополучний вид». Але в ряді регіонів, у тому числі в Україні, продовжує спостерігатись тенденція до зниження чисельності популяції виду. Тому чіп малий занесений до Червоної книги України (охоронна категорія: рідкісний вид), Європейського Червоного списку (охоронна категорія: вразливий вид), Додатку 3 Бернської конвенції (охоронна категорія: вид підлягає охороні), а також до Резолюції 6 цієї ж конвенції (щодо риб, для яких в Європі створюється Смарагдова мережа).

## Практичне значення
Вилов заборонений Правилами аматорського та спортивного рибальства у внутрішніх водах України (1990).